# Рева (Индия)
Рева (англ. Rewa, хинди रीवा) — город в индийском штате Мадхья-Прадеш, административный центр одноимённого округа. Название города происходит от реки Рева (Нармада).

## История
С 1617 года город являлся столицей княжества Рева. После образования независимой Индии в 1949—1956 годах город был столицей штата Виндхья-Прадеш.

## География
Расположен примерно в 420 км к северо-востоку от города Бхопал и в 130 км к югу от города Аллахабад, на высоте 274 м над уровнем моря.

## Население
По данным переписи 2011 года население города составляет 235 422 человека.

## Экономика и транспорт
Город является центром строительной промышленности, в нём имеется несколько цементных заводов.
Через город проходит крупнейшее индийское шоссе NH7 (Варанаси—Каньякумари), а также шоссе NH27 и NH75.

## Знаменитые жители
- Тансен Миян (начал здесь свою музыкальную карьеру)